# Ripe (Ankona)
Ripe – była gmina i od 1 stycznia 2014 r. jedna z frakcji (wł. frazioni) gminy Trecastelli we Włoszech, w regionie Marche, w prowincji Ankona.
Według danych na styczeń 2010 frakcję zamieszkiwało 4320 osób przy gęstości zaludnienia 287,2 os./1 km².